# Мотидзуки (1927)
«Мочизуки» (яп. 望月 Полнолуние) — японский эсминец типа «Муцуки». Принимал активное участие в боях во время второй мировой войны войны на Тихом океане. Потоплен американской авиацией во время битвы у Соломоновых островов 24 октября 1943 года.

## Проектирование и строительство
Заказаны в соответствии с «Новой кораблестроительной программой по замещению кораблей по условиям Вашингтонского договора 1923 г.». Корабли этого типа являлись развитием эсминцев типа «Камикадзе». На эсминцах типа «Муцуки» были установлены более мощные торпедные аппараты (строенные) Для повышения остойчивости корабля были увеличены размеры корпуса и водоизмещение.
Построенные на основе опыта Первой мировой войны, эсминцы предназначались для атаки линейных сил противника и защиты своих тяжелых артиллерийских кораблей от атак эсминцев, постановки активных минных заграждений и траления мин. Однако уже к концу 1930-х годов корабли значительно уступали по основным параметрами новым эсминцам как японским, так и будущих противников. Мочизуки строился на верфи «Док Урага» в Йокосуке в 1926-27 гг. Вошёл в строй под названием «№ 33» 1 августа 1938 он получил своё основное название.

## Вооружение
Артиллерийское вооружение включало четыре одноорудийные щитовые установки 120-мм орудий тип 3 (длина 45 калибров, дальность — 5500 м, запас 180 снарядов на орудие, скорострельность — 9 выстрелов в минуту). Одно орудие было размещено на полубаке, второе между двух труб в центральной части корабля, ещё два — в коровой части спереди и сзади грот-мачты. Корабли практически не имели зенитного вооружения, которое было ограничено двумя 7,7-мм пулемётами тип 92. Возросшая роль авиации потребовала усиления зенитного вооружения, которое было проведено в ходе модернизации корабля в феврале 1938 года. Были установлены две одинарных 25-мм зенитных пушки тип 96 (длина — 60 калибров, скорострельность до 110 выстрелов в минуту, эффективная высота стрельбы до 1500 м, дальность до 3000 м, запас снарядов — 2000 на орудие). 7,7-мм пулемёты были заменены на 13,2-мм тип 93. В марте 1943 года четвёртое 120-мм орудие и пулемёты были демонтированы, а число 25-мм зенитных автоматических пушек было доведено до 10 единиц.
Торпедное вооружение было усилено благодаря тому, что на эсминцах этого типа были впервые установлены новые трехтрубные 610-мм торпедные аппараты тип 12, что позволило уменьшить их число. Первый аппарат был традиционно для японских эсминцев размещён перед носовой надстройкой. Однако на последующих типах от такого размещения конструкторы отказались. Второй аппарат был расположен в кормовой части между дымовой трубой и грот-мачтой. Ещё больше мощь торпедного орудия усилилась после принятия на вооружение новой 610-мм торпеды тип 93, которая по дальности и мощи была лучшей в мире.
При вступлении в строй корабль не имел никакого противолодочного вооружения. В 1933 году этот пробел был исправлен и корабль получил два бомбомета тип 88 и два бомбосбрасывателя тип 3 с запасом из 36 глубинных бомб. Во время модернизации 1938 года на эсминце были заменены бомбомёты (установлены новые бомбомёты тип 94) и размещены сонар тип 93 и гидрофон тип 92.

## История службы

### Довоенная служба
После вступления в строй корабль включили в состав 23-го дивизиона эскадренных миноносцев 2-й Флотилии Второго Флота и до января 1928 г. он занимался боевой подготовкой в водах Метрополии. В 1928 г. дивизион осуществлял патрулирование побережья Китая. 1 декабря 1931 г. 23-й дивизион перебазировали на Сасебо и был включен включили в состав Первой Флотилии Первого Флота. С 26 января по 22 марта 1932 г. корабль участвовал в Первом Шанхайском сражении в составе Третьего флота под командованием вице-адмирала Китисабуро Номура. Мочизуки действовал в районе устья реки Янцзы, оказывая огневую поддержку армейским частям, которые вели бои за Шанхай.
В марте 1932 г. эсминец возвратился в Сасебо, где до сентября 1932 года прошел текущий ремонт корпуса и механизмов и модернизацию, связанную с установкой противолодочного вооружения. В августе 1933 года Мочизуки принял участие в морском параде у Иокогамы. С декабря 1934 года по январь 1937 года он числился в резерве и простоял в Сасебо на базе флота. Начавшаяся война с Китаем потребовала усиления флота и эсминец было вновь вернуть в строй. С января 1937 по февраль 1938 в Сасебо, на верфи флота на корабле был проведёт очередной ремонт и модернизация: были усилены корпусные конструкции, установлено зенитное вооружение, оборудование для обнаружения подводных лодок, новые бомбомёты.
После ремонта Мочизуки вошёл в состав 30 дивизиона эскадренных миноносцев и до августа 1938 года осуществлял блокаду побережья Китая. В конце августа 1938 г. корабль возвратился в Метрополию, где до ноября 1940 г. занимался боевой подготовкой. В конце 1940-начале 1941 года эсминец совершил дальний поход, посетив острова Сайпан, Палау, Трук и Кваджелейн. Весной 1941 года дивизион вошел в состав 6-й Флотилии Четвёртого Флота и в июне 1941 г. он перебазировался на атолл Трук.

### Начальный период войны на Тихом океане
Перед началом войны корабль вошел в состав Группы поддержки Соединения вторжения контр-адмирала Кадзиока и 2 декабря 1941 года прибыл на рейд острова Бонин. С 5 по 18 декабря 1941 года он принимал участие в двух попытках захвата атолла Уэйк. После взятия Уэйка Мочизуки возвратился на атолл Кваджелейн, где поступил в распоряжение командующего Оперативным Соединением Южных морей.
14-22 января 1942 года он сопровождал к Рабаулу конвой с частями отряда Южных морей генерал-майора Хория и в ночь на 23 января 1942 года обеспечивал их высадку на северную оконечность острова Новая Британия. До 6 декабря 1942 года корабль оказывал огневую поддержку сухопутным войскам, наступавшим на Кавиенг. с 2 марта по 10 апреля 1942 года эсминец в составе соединения вице-адмирала Иное обеспечивал оккупацию Лаэ и Саламауа, Соломоновых островов (Бука, Бугенвиль, Шортленд) и островов Адмиралтейства. Во время этих операций Мочизуки эскортировал войсковые транспорты, оказывал огневую поддержку сухопутным частям. После завершения последней операции он прибыл на атолл Трук. 16 апреля 1942 года корабль включили в состав Соединения Вторжения в Порт-Морсби контр-адмирала Кадзиока. Однако после боя в Коралловом море, соединение отошло в Рабаул, не выполнив своей задачи.

### Кампания у Соломоновых островов
В августе 1942 года эсминец передали в распоряжение командующего Второй Эскортной Группы Четвёртого Флота вице-адмирала Иное. С этого момента основной боевой задачей эсминца являлось обеспечение переброски подкрепления и боеприпасов на острова архипелага Соломоновых островов, в том числе и участии в знаменитых рейсах «Токийского экспресса». 16-17 августа 1942 года Мочизуки он вместе с «Муцуки» и «Удзуки» выгрузил на мысе Тассафаронг острова Гуадалканал 120 солдат и офицеров Пятого специального штурмового отряда «Йокосука». С конца августа по ноябрь 1942 года корабль обеспечивал воинские перевозки между атоллом Трук и архипелагом Бисмарка. В конце сентября вместе с эсминцем «Исокадзе» оказывал помощь в спасении экипажа потопленного авиацией у острова Норманби эсминца «Яёй». В ночь на 14 октября эсминец прикрывал тяжелые крейсера «Кинугаса» и «Тёкай» во время обстрела ими американского аэродрома Гендерсон.
2 ноября 1942 года эсминец передали в непосредственное подчинение командующему Восьмым Флотом и он перебазировался на остров Шортленд. 8-9 ноября 1942 года корабль в составе Транспортного Соединения из пяти эсминцев доставил на Гуадалканал части 38-й пехотной дивизии. Во время операции это соединение атаковали американские торпедные катера. Торпеда с катера «РТ-61» попала в носовую оконечность Мочизуки и повредила обшивку корпуса. Эсминец сохранил боеспособность и самостоятельно возвратился на базу.
12-14 ноября 1942 года корабль в составе 30-го дивизиона (вместе с эсминцем «Амагири») 2-й эскадры эскадренных миноносцев Транспортного Соединения контр-адмирала Танака эсминец принял участие в сражении у Гудалканал. 14 ноября он успешно отражал атаки авиации противника и, сумел успешно отконвоировать к острову Шортленд повреждённый транспорт «Садо-Мару». Кроме того корабль участвовал в спасении 1500 человек с потопленных транспортов «Нагара-мару» и «Канбера-мару».
В январе 1943 года корабль принял участие в двух рейсах «Токийского экспресса» после чего отправился на Трук где до марта 1943 года был проведён текущий ремонт и очередная модернизация, связанное с усилением зенитной артиллерии. После ремонта эсминец включили в состав Соединения Надводного эскорта Четвёртого Флота и до июля 1943 года он занимался обеспечением воинских перевозок между атоллом Трук, архипелагом Бисмарка, Метрополией и о-вами в центральной части Тихого океана.
В июле 1943 года Мочизуки вновь передали в непосредственное подчинение командующему Восьмым Флотом и включили в состав Первого Транспортного Соединения капитана 1-го ранга Орита. В ночь на 3 июля эсминцы 3-й флотилии (в том числе 30 дивизион) обстреляли американские позиции на острове Рендова, а затем отразили атаку американских торпедных катеров.
В ночь на 5 июля 1943 года он вместе с эсминцами «Микадзуки» и «Хамакадзе» высадил на острове Нью-Джорджия около 1200 человек из состава 229-го пехотного полка. На обратном переходе эсминцы прикрытия атаковали торпедами атаковали американское соединение контр-адмирала Эйнсворта (3 легкий крейсера и 4 эсминца), используя данные радиолокационной станции эсминца «Ниидзуки». Две из 14 выпущенных торпед попали в американские эсминцы. Эсминец «Шевалье» был повреждён, но смог продолжить путь, а эсминец «Стронг» получил тяжелые повреждения и затем был обстрелян береговыми батареями. Командование приняло решение оставить корабль, который был потоплен эсминцем «Гуин». Это столкновение получило название «Бой у острова Нью-Джорджия».
В ночь на 6 августа 1943 года эсминец принял участие в очередном рейсе «Токийского экспресса» в составе 1-й транспортной группы. Они должны были доставить 2600 чел. подкреплений на остров Мунда. Выход 10 эсминцев привел к новому столкновению оперативной группой Эйнсуорта, получившего название «Бой в заливе Кула». Мочизуки успела выгрузить свой десант на острове Нью-Джорджия и принять участи в бою. Во время артиллерийской перестрелки с эсминцами «Николас» и «Рэдфорд» в корабль попало два 127-мм снаряда. Их взрывы разрушили носовые 120-мм орудие и торпедный аппарат.
15 июля 1943 года эсминец прибыл в Рабаул, где силами экипажа до середины сентября 1943 года был проведен восстановительный ремонт после чего приступил к обеспечению воинских перевозок между Рабаулом, островами Шортленд и Коломбангара. 12 октября 1943 года во время налета американской базовой авиации на Рабаул из-за близких разрывов бомб на Мочизуки были повреждены второе 120-мм и надстройки.
24 октября 1943 года во время перехода из Рабаула к острову Новая Британия эсминец был атакован и потоплен американскими гидросамолётами «Каталина» авиации корпуса морской пехоты в 90 милях к юго-западу от Рабаула 5°42′ ю. ш. 151°40′ в. д..